# C-12: Final Resistance
C-12: Final Resistance è un videogioco del genere sparatutto in terza persona sviluppato da SCE Studio Cambridge e pubblicato da Sony Computer Entertainment per PlayStation, uscito in Europa il 6 aprile 2001 e in Nord America il 22 luglio 2002.

## Trama
In un futuro post apocalittico, gli alieni hanno invaso la terra e ridotto la popolazione mondiale ad una manciata di persone. Ciò che resta della forza militare mondiale ha formato l'ultima resistenza. Ma gli alieni sono più forti e la loro tecnologia superiore. L'umanità è decisamente dalla parte sbagliata del proverbiale coltello. Durante la missione di salvataggio del colonnello Grisham e del Maggiore Dan Carter, il Tenente Vaughan viene gravemente ferito. Il colonnello Grisham riesce a fuggire portando con sé il Tenente Vaughan ferito ma il Maggiore Dan Carter resta indietro. Il suo destino rimane ignoto e viene quindi dato per morto. Per salvare il Tenente Vaughan e anche tutto il genere umano, il colonnello Grisham e l'ufficiale scientifico Carter, moglie del Maggiore Dan Carter, trasformano il Tenente Vaughan in un semi-androide, dotandolo di un impianto oculare non ancora del tutto testato sul campo. Il Tenente Vaughan adesso è il Cyborg-12, l'ultima speranza per il genere umano.

## Modalità di gioco
Il giocatore dovrà giocare in terza persona 20 missioni, consistendo di eliminare alieni e cyborg, raccogliendo armi e chiavi simili.

## Accoglienza
Il videogioco ha ricevuto recensioni miste o medie, secondo Metacritic. Invece Gamespot ha considerato il gioco altamente derivato da Syphon Filter. Non sono stati impressionati dalla meccanica di combattimento e dal sistema di telecamere, ma elogiarono la grafica tenendo conto dei limiti dell'hardware. Nel complesso, si diceva che fosse un gioco d'azione estremamente mediocre.